# Би (Ер и Лоар)
Би (фр. Bû) насеље је и општина у централној Француској у региону Центар (регион), у департману Ер и Лоар која припада префектури Дре.
По подацима из 2011. године у општини је живело 1.844 становника, а густина насељености је износила 81,59 становника/km². Општина се простире на површини од 22,6 km². Налази се на средњој надморској висини од метара (максималној 141 m, а минималној 89 m).

## Демографија
| 1962. | 1968. | 1975. | 1982. | 1990. | 1999. | 2011. |
| ----- | ----- | ----- | ----- | ----- | ----- | ----- |
| 696   | 778   | 861   | 1.062 | 1.419 | 1.689 | 1.844 |

График промене броја становника у току последњих година